# Köckte
Köckte è una frazione (Ortsteil) del comune tedesco di Gardelegen, situato nel circondario di Altmark Salzwedel, nel land della Sassonia-Anhalt.
Fino al 31 dicembre 2010 era un comune autonomo.
Il piccolo centro rurale, citato per la prima volta in un documento ufficiale del 1394, è situato 18 km a ovest di Gardelegen. 
Particolare la chiesa, il cui campanile a graticcio si sviluppa su un basamento di pietra e il cui corpo, risalente ai primi anni trenta, è stato edificato nello stile della nuova oggettività.